# José Aboulker

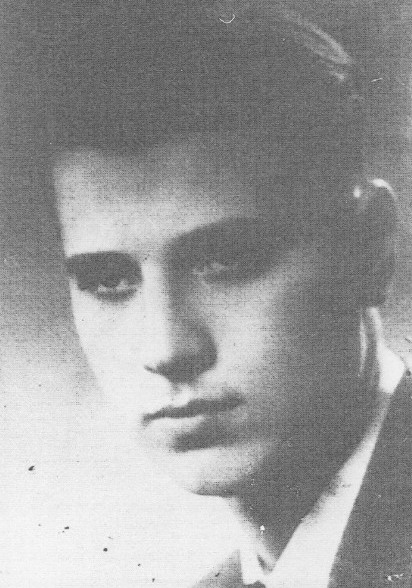
José Aboulker

José Georges Aboulker (* 5. März 1920 in Algier; † 17. November 2009 in Manosque) war ein französisch-algerischer Arzt, der Leiter und Mitbegründer eines Widerstandsnetzwerkes in Algerien im Zweiten Weltkrieg war.

## Leben und Werk
José Aboulker entstammt einer sephardischen Familie in Nordafrika. Sein Vater Henri Aboulker (1876–1957) aus einer Rabbinerfamilie, Schwerverwundeter des Ersten Weltkriegs, war Chirurg und Professor an der Medizinischen Fakultät von Algier sowie führend in der Jüdischen Gemeinde von Algier; die Mutter Berthe Bénichou-Aboulker war eine bekannte Schriftstellerin, sie stammte aus der Bénichou-Familie aus Oran, die auf spanische Vorfahren mit vielen Gelehrten zurückging. Über Zara Aboulker ist er mit der Familie des in Algier geborenen Philosophen Jacques Derrida verwandt.

### Nordafrika
José Aboulker studierte Medizin. Er wurde im April 1940 einberufen und im Februar 1941 demobilisiert. Im September 1940 gründete Aboulker ein Widerstandsnetzwerk in Algier mit seinem Vetter Roger Carcassonne. Beide trafen den Résistancekämpfer und Monarchisten Henri d’Astier de la Vigerie, mit dem sie die Landung der Alliierten in Nordafrika vorbereiteten.
In der Nacht der Landung in Algier am 8. November 1942 leitete Aboulker eine Gruppe von 400 Widerstandskämpfern. Sie übernahmen putschartig die zentrale Polizeistation und Kommandozentren der Armee und verhafteten die französischen Spitzengeneräle Darlan und Juin, die bald wieder befreit wurden. Nach der Hinrichtung des Mörders von Darlan wurde er festgenommen und kurzzeitig in einem Lager im Süden Algeriens interniert.
Die Bürgerrechte der Juden in Algerien waren im Vichy-Regime 1940 ausgesetzt worden. Die Wiederherstellung war eine stete Forderung der jüdischen Organisationen, denen aber ein tiefer Antisemitismus bei den kommandierenden Generälen von Maxime Weygand bis Henri Giraud gegenüberstand, dessen Einfluss nur schrittweise überwunden wurde. So durften Juden nicht in kämpfenden Verbänden dienen, weil sie offenbar als unzuverlässig galten.

### Aufträge in Frankreich
Aboulker kam im Mai 1943 nach London und schloss sich den Forces françaises libres an. Im Oktober desselben Jahres wurde er in das besetzte Frankreich geschickt, um dort den Widerstand zu organisieren, auch mit medizinischer Hilfe. Nach der Rückkehr nach London im Juni 1944 ging er wieder nach Algier, wo er seine Promotion abschloss. Im August 1944 war er wieder in Südfrankreich, um in verschiedenen Städten Präfekten einzusetzen. In den folgenden Verfassungsberatungen setzte er sich auch für ein Wahlrecht der Muslime in Algerien ein.

### Nachkriegszeit
Nach dem Krieg schloss er sich den französischen Kommunisten (PCF) an und setzte sein Medizinstudium in Paris fort. Er arbeitete in der Neurochirurgie als Professor in Paris. Er war für die algerische Unabhängigkeit und stellte sich 1958 gegen de Gaulle als neuen politischen Lenker. Nach dem Attentat von Petit-Clamart auf de Gaulle am 22. August 1962 gehörte er zum medizinischen Notfallteam.

## Ehrungen
- Kommandeur der Ehrenlegion
- Ordre de la Liberation
- Croix de guerre 1939–1945
- U.S. Medal of Freedom